# Du und icke und Berlin
Du und icke und Berlin ist ein deutscher Fernsehfilm von Peter Palm aus dem Jahr 1977 unter der Regie von Eberhard Schäfer des Fernsehens der DDR.

## Handlung
Bauarbeiter Dieter Körber flieht vor seiner Verlobten aus der Kleinstadt Mühlhausen nach Berlin. Hier wohnt er offiziell im Arbeiterwohnheim und teilt sich ein Zimmer mit dem Bastler Harald Pfitzner. In Wirklichkeit zieht Dieter jedoch zu seiner Tante Irma Bause.
Gleich bei seiner Ankunft irrt Dieter durch Berlin, weil er sein Wohnheim nicht finden kann. Das zehnjährige Mädchen Ulrike hilft ihm weiter. Ulrike wächst vaterlos bei ihrer Mutter Karin und dem Großvater Karl auf und leidet darunter, keinen Vater zu haben. Als die neue Lehrerin Frau Krüger sie mit Dieter reden sieht, glaubt sie, dass Dieter Ulrikes Vater sei und bestellt ihn für den nächsten Tag in die Schule. Ulrike erzählt ihrer Mutter nichts von dem Lehrergespräch, in dem vor allem ihre schulischen Leistungen kritisiert werden sollen. Karin jedoch findet in Ulrikes Sachen die Notiz zum Lehrergespräch und erscheint am nächsten Tag in der Schule, wo bereits Dieter wartet. Frau Krüger hält Dieter und Karin für das geschiedene Elternpaar Ulrikes, was vor allem Karin irritiert von sich weist.
Ulrike setzt in der nächsten Zeit alles daran, dass sich Karin und Dieter näherkommen. Zwar verabreden sich beide eines Tages, doch schreckt am Ende Dieter vor einer näheren Beziehung zurück. Weil Karin die Anschrift seiner Tante kennt, zieht er zurück in das Arbeiterwohnheim und tauscht mit Harald Pfitzner die Arbeit, da er sonst weiterhin in der Straße arbeiten müsste, in der Karin wohnt. Dieter bittet Harald jedoch darum, mit Karin in Kontakt zu kommen. Harald spricht jedoch nicht Karin an, sondern deren Kollegin Edeltraud, die in Karins Wohnung ihre Wäsche waschen darf. Edeltraud ist von Harald angetan und bald werden beide ein Paar. Harald glaubt jedoch, seine neue Freundin heiße Karin und so erhält Dieter mit der Zeit ein falsches Bild von Karin. Die will wiederum umziehen und benötigt beim Ausbau der Wohnung Hilfe von Harald. Der bringt Dieter zur Verstärkung mit und plötzlich steht Dieters Ex-Verlobte Ilona aus Mühlhausen in der Tür. Zwar hatte Dieter ihr die Verlobung schriftlich aufgekündigt, doch hat Ilona den Brief nicht geöffnet. Weil Dieter glaubt, Karin und Harald seien ein Paar und ihr selbst nach der Auflösung des Missverständnisses noch Vorwürfe macht, will er mit Ilona zurück nach Mühlhausen fahren. Am Bahnhof trifft er auf Ulrike, die ihn vorwurfsvoll ansieht. Als Ulrike von einem Fahrgast bezichtigt wird, Geld gestohlen zu haben, steht ihr Dieter bei und wird mal wieder für ihren Vater gehalten, was er diesmal nicht abstreitet. Er verlässt Ilona endgültig und kehrt mit Ulrike nach Berlin zurück.

## Produktion
Du und icke und Berlin wurde 1977 vor Ort in Berlin gedreht. Der Film erlebte am 24. Dezember 1977 auf DFF 1 seine Fernsehpremiere.
Die Bauten stammen von Wolfgang Kiehl und Günter Bruckbauer, die Kostüme schuf Barbara Braumann.

## Kritik
Der film-dienst nannte Du und icke und Berlin eine „heiter-optimistische Liebeserklärung an Berlin“.